# 美国南方司令部
美国南方司令部 （USSOUTHCOM），是美军一体化作战司令部之一，驻地佛罗里达州迈阿密-戴德郡多拉，責任區是加勒比海、中美洲和南美洲，也负责巴拿马运河的防御。

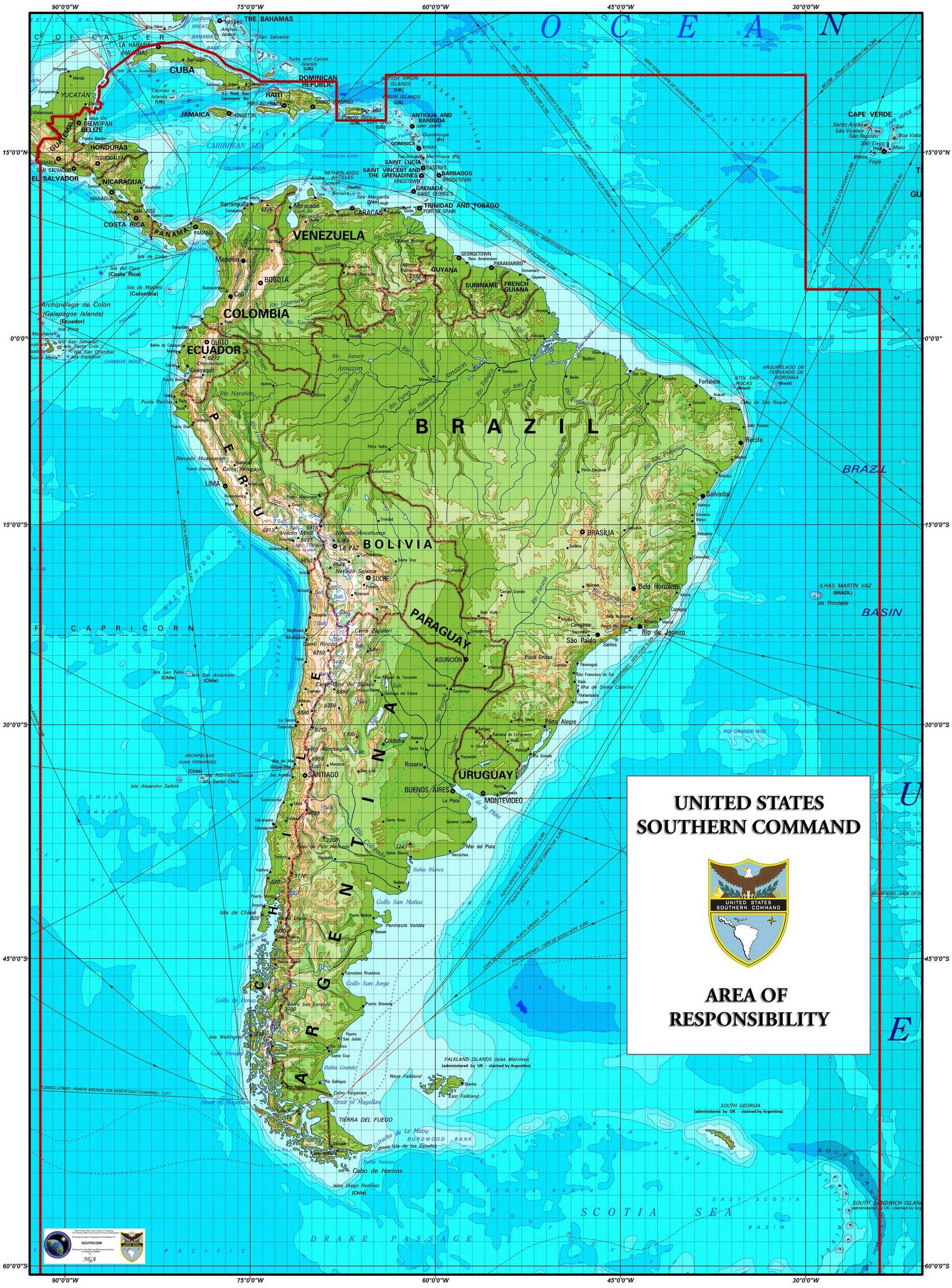
司令部防区示意图

南方司令部负责在其指定的责任区内提供应急计划，作戰和安全合作，其中包括：中美洲、南美洲、加勒比（除美国领土外），該司令部也负责保護美军在这些地方的兵力。南方司令部还负责确保对巴拿马运河的保卫。在司令领导下，南方司令部的成员组成了代表该地区的理事会，部门指挥和安全合作组织。

各一体化作战司令部防区示意图

南方司令部是由陆军，海军，空军，海军陆战队，海岸警卫队和其他几个联邦机构中約1200多名军人和文职人员组成的联合司令部。这些軍種为南方司令部提供了对联合特种作战部队，两个联合特遣部队，一个跨部门联合工作小组和安全合作组织等不同部分的指挥，来执行南方司令部任务和安全合作活动。南方司令部通过其组成部队的指挥官，联合任务组或机构间之工作队和安全合作组织行使其作战司令部的权力。

## 愿景与使命

### 愿景
該司令部将是一个创新和值得信赖的合作伙伴，采取以互相尊重和合作安全为基础的联合防御方式，以促进区域稳定，同时促进共同利益。

### 任务
美国南方司令部在我们的责任范围内利用快速反应能力，伙伴国家合作和区域合作，以支持美国的国家安全目标，捍卫美国的战略通道，促进区域安全与稳定。

## 历史
作为20世纪初派驻巴拿马的美国军队的继任者，美国南方司令部作为统一的军事总部的历史始于二战期间，当时美国的规划人员成立了美国加勒比防卫司令部。
在1950年代，司令部的责任从加勒比海的美国军事特派团转移到主要在中南美洲的行动。 1963年，美国当局將之更名为美国南方司令。以下是司令部史的简要概述，从早期的加勒比防卫司令部時代开始。
位于巴拿马的美国加勒比防卫司令部还在拉丁美洲建立了军事训练班；通过租赁计划向区域合作伙伴分发军事设备;并向美国拉美裔士兵，水手和飞行员开设后勤学校。
在战争的最激烈的期间，美国军事规划者将13万武装人员派往拉丁美洲和加勒比地区的工作地点。大约一半的部队是由美国加勒比防卫司令部直接控制的。
1947年，美国的战略家们通过了一个将战时总部变成美国加勒比海指挥部的国家安全计划。除了捍卫巴拿马运河之外，它承担了在中美和南美的美洲间安全合作的广泛责任。然而在20世纪50年代，国防官员也把美国加勒比海指挥部的重点放在了加勒比海上。在可能与共产主义力量发生全球性战争的情况下，他们认为，总部位于弗吉尼亚诺福克的美国大西洋司令部需要加勒比海进行半球反潜作战。
到1960年，美国加勒比海指挥部这一名称不恰当的形容了它的地理意义，其不从事加勒比海地区活动，而是以中美和南美地区的利益为主。因此，约翰·肯尼迪行政当局于1963年6月6日更名为美国南方司令部。
在60年代期间，美国南方司令部的任务包含了捍卫巴拿马运河，冷战事件应急规划，以及美国在中美洲和南美洲的军事援助计划。特别是美国指挥部人员与合作伙伴国家部队合作进行社会安全行动，加快区域发展。
然而在20世纪70年代，越南战争结束后，联合参谋长建议废除部分司令部以削减美国在海外的驻军。出于政治原因，这个指挥部门艰难的留下来了，不过负责的地域和资源有限。
20世纪80年代，萨尔瓦多，尼加拉瓜和其他地方的内部冲突激起了美国对拉丁美洲的军事兴趣。反过来，罗纳德·里根政府又振兴了美国的南方司令部。
冷战结束时，像美国其他军事组织一样，司令部发生了历史性的变化。美国南方司令部迅速开展了包括禁毒在内的一系列活动，扩大了其重点关注地域，包括加勒比地区，并提高了履行人道主义使命的能力。 1997年9月，美国南方司令部迁往迈阿密，修订了优先事项，目标和能力。

## 历史研究
美国南方司令部没有保存历史记录的档案，供公众审查。相反，該司令部将其历史档案转交给国家档案和记录管理局（NARA），负责向研究人员提供美国政府记录。想要更多地了解美国在拉丁美洲和加勒比的军事历程的人员应该咨询國家檔案局。研究人员还应联系美国军事图书馆，如美国陆军军史学院和美国海军部图书馆（华盛顿特区）。这些知识库有关于美国南方司令部，其前身组织和半球安全关系的广泛材料。
大多数现代化的美国军事和外交记录都位于國家檔案局的“马里兰州公园学院档案馆II”。历史收藏分为数百个记录组（RG）。加勒比海军陆战队记录（RG 548），联合命令记录（RG 349）和联机代表记录（RG 334）是最有价值的。副驾驶记录（RG 407），军需纪录记录（RG 92）以及其他美国军事纪录也包含南方司令部相关文件。此外，其他美国政府机构，特别是国务院的记录，都有关于美国与拉美安全关系的材料。国务院记录（RG 59）包含与美国外交政策相关的办公室和中央档案；美国大使馆和领事馆记录位于国务院邮政档案（RG 84）。研究人员可以在国家档案馆网站（www.archives.gov）上了解更多有关NARA持有的资料，并搜索有关的发现指南。
作为国家档案系统的一部分，总统图书馆是美国对外关系资料的主要来源，包括美国在拉美和加勒比地区的军事历程。例如，富兰克林·德拉诺·罗斯福总统图书馆暨博物馆（纽约海德公园）在第二次世界大战期间有关于睦邻政策和美国与拉美合作的材料。吉米·卡特图书馆暨博物馆（亚特兰大，GA）有与“巴拿马运河条约”有关的文件。学者可以从NARA网站链接到这些和其他总统图书馆。
最后，美国军事服务研究中心拥有美拉军事关系的各种主要和次要资源。研究人员可以访问美国陆军军事历史中心（华盛顿特区），美国陆军军史学研究所（卡莱尔，PA），海军历史中心（华盛顿特区），美国空军历史研究机构（蒙哥马利）和美国海军陆战队历史科（Quantico，VA）。美国的军事记录——前美国飞行员，士兵，水兵和海军陆战队的人员档案位于密苏里州圣路易斯的国家人事档案中心。

## 历任司令

### 加勒比海司令部
| 任期  | 肖像 | 名字                                                                       | 单位     | 就任时间   | 卸任时间   |
| ----- | ---- | -------------------------------------------------------------------------- | -------- | ---------- | ---------- |
| 第1任 |      | 威利斯·D·克里特貝格爾中將 Lt Gen Willis Dale Crittenberger (1890-1980)     | 美國陸軍 | 1947年11月 | 1948年6月  |
| 第2任 |      | 馬修·李奇威中將 Lt Gen Matthew Bunker Ridgway (1895-1993)                  | 美國陸軍 | 1948年6月  | 1949年10月 |
| 第3任 |      | 小威廉·H·H·莫利斯中將 Lt Gen William Henry Harrison Morris Jr. (1890-1971) | 美國陸軍 | 1949年10月 | 1952年4月  |
| 第4任 |      | 霍勒斯·L·麥克布萊德中將 Lt Gen Horace Logan Mcbride (1894-1962)            | 美國陸軍 | 1952年4月  | 1954年6月  |
| 第5任 |      | 小威廉·K·哈里森中將 Lt Gen William Kelly Harrison Jr. (1895-1987)          | 美國陸軍 | 1954年6月  | 1957年1月  |
| 第6任 |      | 羅伯特·M·蒙塔蓋中將 Lt Gen Robert Miller Montague (1899-1958)              | 美國陸軍 | 1957年1月  | 1958年2月  |
| 第7任 |      | 里奇利·蓋瑟爾中將 Lt Gen Ridgely Gaither (1903-1992)                       | 美國陸軍 | 1958年4月  | 1960年7月  |
| 第8任 |      | 羅伯特·辛克中將 Lt Gen Robert Frederick Sink (1905-1965)                   | 美國陸軍 | 1960年7月  | 1961年1月  |
| 第9任 |      | 安德魯·P·歐米拉上將 Lt Gen Andrew Pick O'Mrara (1907-2005)                 | 美國陸軍 | 1961年1月  | 1963年6月  |

### 南方司令部
| 任期   | 肖像 | 名字                                                              | 单位           | 就任时间       | 卸任时间       |
| ------ | ---- | ----------------------------------------------------------------- | -------------- | -------------- | -------------- |
| 第1任  |      | 安德鲁·P·欧米拉上将 Gen Andrew Pick O'Meara (1907-2005)           | 美國陸軍       | 1963年6月      | 1965年2月      |
| 第2任  |      | 小罗伯特·W·波特上将 Gen Robert William Porter Jr. (1908-2000)     | 美國陸軍       | 1965年2月      | 1969年2月      |
| 第3任  |      | 乔治·R·马瑟上将 Gen George Robinson Mather (1911-1993)            | 美國陸軍       | 1969年2月      | 1971年9月      |
| 第4任  |      | 小乔治·V·安德伍德上将 Gen George Vernon Underwood Jr. (1913-1984) | 美國陸軍       | 1971年9月      | 1973年1月      |
| 第5任  |      | 威廉·B·罗森上将 Gen William Bradford Rosson (1918-2004)           | 美國陸軍       | 1973年1月      | 1975年7月      |
| 第6任  |      | 丹尼斯·P·麥考里夫中將 Lt Gen Dennis P. McAuliffe                  | 美國陸軍       | 1975年8月      | 1979年9月      |
| 第7任  |      | 华莱士·H·纳丁中将 Lt Gen Wallace Hall Nutting (1928-)             | 美國陸軍       | 1979年10月     | 1983年5月      |
| 第8任  |      | 保罗·F·戈曼上将 Gen Paul Francis Gorman (1927-)                   | 美國陸軍       | 1983年5月      | 1985年3月      |
| 第9任  |      | 约翰·R·加尔文上将 Gen John Rogers Galvin (1929-2015)              | 美國陸軍       | 1985年3月      | 1987年6月      |
| 第10任 |      | 小弗雷德里克·F·韦尔纳上将 Frederick F Woerner Jr. (1933-)         | 美國陸軍       | 1987年6月      | 1989年7月      |
| 第11任 |      | 麦克斯韦·R·瑟曼上将 Gen Maxwell Reid Thurman (1931-1995)          | 美國陸軍       | 1989年9月      | 1990年11月     |
| 第12任 |      | 乔治·朱尔万上将 Gen George Alfred Joulwan (1939-)                 | 美國陸軍       | 1990年11月     | 1993年11月     |
| 代理   |      | Maj Gen W. A. Worthington                                         | 美國陸軍       | 1993年12月     | 1994年1月      |
| 第13任 |      | 巴里·R·麦卡弗里上将 Gen Barry Richard McCaffrey (1942-)           | 美國陸軍       | 1994年2月      | 1996年2月      |
| 代理   |      | 詹姆斯·帕金斯海軍少將 RADM James Perkins                          | 美國海軍       | 1996年3月      | 1996年6月      |
| 第14任 |      | 韦斯利·克拉克上将 Gen Wesley Kanne Clark (1944-)                  | 美國陸軍       | 1996年7月      | 1997年7月      |
| 第15任 |      | 查尔斯·E·威廉陆战队上将 Gen Charles E Wilhelm (1941-)             | 美國海軍陸戰隊 | 1997年9月25日  | 2000年9月8日   |
| 第16任 |      | 彼得·佩斯陆战队上将 Gen Peter Pace (1945-)                        | 美國海軍陸戰隊 | 2000年9月8日   | 2001年9月30日  |
| 代理   |      | 加利·D·斯皮爾少將 Maj Gen Gary D. Speer                           | 美國陸軍       | 2001年9月30日  | 2002年8月18日  |
| 第17任 |      | 詹姆斯·T·希尔上将 Gen James Thomas Hill (1946-)                   | 美國陸軍       | 2002年8月18日  | 2004年11月9日  |
| 第18任 |      | 班茨·J·克拉多克上将 Gen Bantz John Craddock (1949-)               | 美國陸軍       | 2004年11月9日  | 2006年10月19日 |
| 第19任 |      | 詹姆斯·斯塔夫里迪斯海軍上將 Adm James George Stavridis (1955-)    | 美國海軍       | 2006年10月19日 | 2009年6月25日  |
| 第20任 |      | 道格拉斯·弗雷泽空军上将 Gen Douglas M Fraser (1953-)              | 美國空軍       | 2009年6月25日  | 2012年11月19日 |
| 第21任 |      | 约翰·F·凯利陆战队上将 Gen John Francis Kelly (1950-)              | 美國海軍陸戰隊 | 2012年11月19日 | 2016年1月14日  |
| 第22任 |      | 库尔特·蒂德海军上将 Adm Kurt Walter Tidd (1956-)                  | 美國海軍       | 2016年1月14日  | 2018年11月26日 |
| 第23任 |      | 克雷格·斯蒂芬·法勒海军上将 Adm Craig Stephen Faller (1961-)       | 美國海軍       | 2018年11月26日 | 2021年10月29日 |
| 第24任 |      | 勞拉·J·理查森上将 Gen Laura Jane Richardson (1963-)               | 美國陸軍       | 2021年10月29日 | 2024年11月7日  |
| 第25任 |      | 阿爾文·霍爾西海军上將 Adm Alvin Holsey (1965-)                    | 美国海军       | 2024年11月7日  | 現任           |